# Кюгельген, Павел Константинович
Па́вел Константи́нович Кю́гельген (Константи́н Па́уль Ге́рхард фон Кю́гельген) (нем. Konstantin Paul Gerhard von Kügelgen; 22 апреля 1843, Эстляндия — 18 октября 1904, Санкт-Петербург) — русский журналист немецкого происхождения. Старший брат художницы Салли фон Кюгельген (1860—1928). 

## Биография

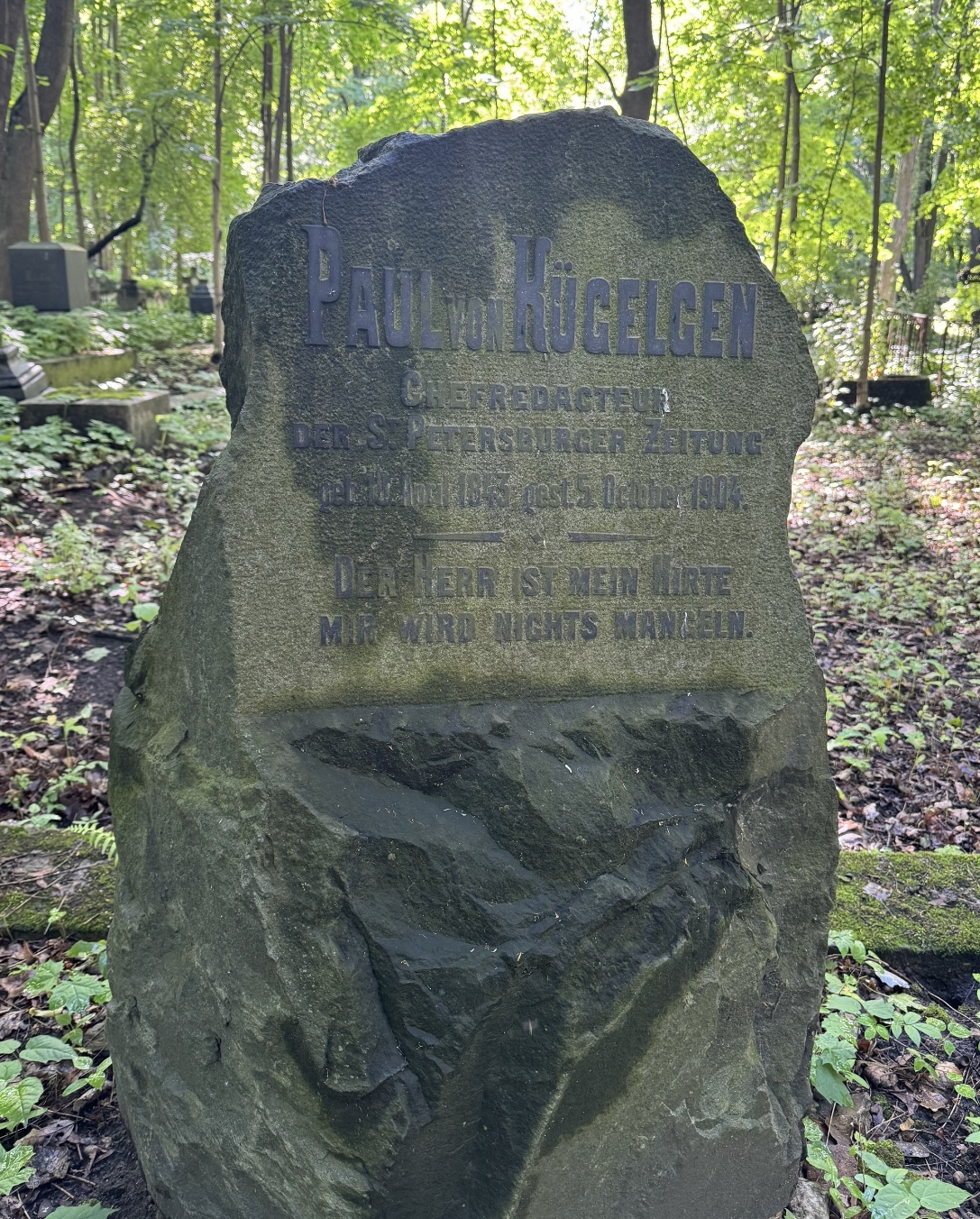
Могила Павла Константиновича Кюгельгена на Смоленском лютеранском кладбище Санкт-Петербурга

Родился в Везенберге (ныне Раквере); сын художника-пейзажиста Константина фон Кюгельгена и его второй жены Александрины (Алины) фон Мантейфель. 
С 1854 года учился в Санкт-Петербурге в Главном немецком училище (Петришуле). Затем окончил Императорский Дерптский университет. 
Был редактором «Revalsche Zeitung», затем «Nordische Presse». В 1874 году Кюгельген был утверждён редактором «St. Petersburger Zeitung», а с 1879 стал её редактором-издателем. 
Читал лекции немецкого языка и литературы на педагогических курсах. Перевёл на немецкий язык труды графа Д. А. Толстого: «Ein Blick auf das Unterrichtswesen Russlands im XVIII Jahrhundert bis 1782» (СПб., 1884); «Das academische Gymnasium und die academische Universität im XVIII Jahrhundert» (СПб., 1886); «Die Bürgerschulen während der Regierung der Kaiserin Katharina II» (СПб., 1887).
Похоронен на Смоленском лютеранское кладбище в Санкт-Петербурге.